# Танафіорд
Танафіорд (норв. Tanafjorden, півн.-саам. Deanuvuotna) — фіорд Атлантичного океану в Баренцовому морі у фюльке Фіннмарк, Норвегія. Він простягається в муніципалітетах Тана, Гамвік та Берлевог  приблизно на 65 км, переважно в напрямку північ-південь, від невеликого села Смальфіорд у муніципалітеті Тана на півдні до гирла фіорду в Баренцовому морі. Фіорд відділяє півострів Нордкін (муніципалітет Ґамвік) на заході від півострова Варангер (муніципалітет Берлевоґ) на сході.
Річка Танаельва впадає в південну частину фіорду. Від головного Танафіорду відгалужується кілька бічних фіордів, зокрема Хопсфіорд, Лангфіорд та Гульгофіорд. Уздовж фіорду є кілька поселень, але всі вони невеликі та досить ізольовані. Серед інших поселень є села Вестертана, Аустертана, Тролльфіорд, Ск'єнес, Нервей та Сторе Молвік. Норвезькі окружні дороги 98 та 890 проходять вздовж південної частини фіорду.
12 вересня 1941 року радянський підводний човен Щ-422 торпедував у Танафіорді пароплав Ottar Jarl.